# Uti din nåd, o Fader blid
Uti din nåd, o Fader blid är en gammal psalm i fyra verser av Basilius Förtsch från 1609 som fick sin första översättning av Haquinus Magni Ausius 1641 och bearbetning av Jesper Swedberg 1694.
Första versen 1695 (nr 239) lyder
Uthi tin nådh, o Fader blijd
Befaller jagh i allan tijd
Min arma siäl, och hwad jagh harr
Anamma alt i titt förwahr
Förtschs tyska förlaga är en "Reim-gebetlein" (en bön på rim) där de först raderna lyder:
HErr JEsu Christ in deine Händ,
Befehl ich heut biss an mein End,
Mein arme Seel, die nimb zu dir,
Und sie zu deinem Vatter führ.
Genom att byta Jesus mot Fadern så anspelar den svenska översättningen mer på ett av Jesu ord på korset (Lukasevangeliet 23:46) som i sin tur anspelar på Psaltaren 31:6. Enligt den finska psalmboken så är Förtschs bön delvis baserad på böner av Nikolaus Selnecker och Martin Moller.
Melodin anges i 1986 års svenska och finlandssvenska psalmbok vara från Strassburg 1545.
Enligt 1697 års koralbok används samma melodi till psalmerna Idagh är HErrans Sabbathsdagh (1695 nr 230), Din klara Sool / o Fader wår! (1695 nr 314), At tu Gudh i then mörcka natt (1695 nr 353) och Nu denna dag förliden är (1695 nr 374).
Enligt Koralbok för Nya psalmer, 1921 hänvisas från fler psalmer till "Uti din nåd, o Fader blid" vilket innebär att det är samma melodi som används till psalmen Mitt kall för världen ringa är (1921 nr 613), När stormen ryter vilt på hav (1921 nr 639), När vi i högsta nöden står (1921 nr 636). Krångligare blir det med hänvisningen från psalmen I Jesu namn till bords vi går (1921 nr 626, 1986 nr 604) vars musik också anges vara komponerad i Strassburg 1542 men i 1986 års psalmbok hänvisas från bordsbönen till tonsättningarna från Strassburg 1545 för psalm Gud, se i nåd till dessa två (1986 nr 82) som i sin tur hänvisar till Se, Jesus är ett tröstrikt namn (1986 nr 42). Men Gud, se i nåd till dessa två har 1921 hänvisningar till andra tonsättningar: Uppfaren är vår Herre Krist (1819 nr 115) som nu har titelraden Till himlen Herren Jesus for.

## Publicerad som
- Nr 239 i 1695 års psalmbok under rubriken "Om Gudz nådiga Beskydd".
- Nr 145 i 1701 års finska psalmbok
- Nr 250 i 1819 års psalmbok under rubriken "Kristligt sinne och förhållande - I allmänhet: Förhållandet till Gud: Glädje i Gud och förnöjsamhet med hans behag under alla skiften".
- Nr 275 i Svensk söndagsskolsångbok 1908 under rubriken "Morgon och afton".
- Nr 457 i Sionstoner 1935 under rubriken "Nådens ordning: Trosliv och helgelse".
- Nr 324 i 1937 års psalmbok under rubriken "Trons glädje och förtröstan".
- Nr 324 i Psalmer för bruk vid krigsmakten 1961 verserna 1-4.
- Nr 378 i Finlandssvenska psalmboken (1986) under rubriken "Tro och trygghet", med två olika melodivarianter
- Nr 240 i Den svenska psalmboken 1986, 1986 års Cecilia-psalmbok, Psalmer och Sånger 1987, Segertoner 1988 och Frälsningsarméns sångbok 1990 under rubriken "Trons glädje och förtröstan" samt
- Nr 644 i Den svenska psalmboken 1986 som "Sun haltuus, rakas Isäni" under rubriken "Från Finland".
- Nr 377 i 1986 års Finlands ev. luth.kyrkas finska psalmbok under rubriken "Jumalan varjelus ja johdatus"
- Nr 486 i Lova Herren 1987 under rubriken "Guds barns tröst i kamp och prövning".